# Стенице веслачице
Стенице веслачице (лат. Corixidae) представљају фамилију водених организама која припада подреду стеница (Heteroptera). Јављају се најчешће у слатким водама (барама и уз обалу језера), иако се неке врсте могу наћи и у брактичним водама у читавом свету. Сивкасте су боје, издуженог овалног тела дужине 3 до 12 мм. На широкој глави се налази конусна рилица (део усног апарата) и крупне испупчене очи. Оне су најбројнија породица водених стеница. Унутар фамилије се идентификује 34 рода са најмање 500 врста.
Као и све водене стенице, удишу ваздух када су на површини воде. Мехурић ваздуха носе на свом телу или површини испод крила и из њега користе кисеоник када су под водом. Могу јако брзо да пливају мада велики део времена проводе прикачени за водене биљке. Мужјаци имају способност испуштања звукова или тзв. стридулације, у време парења привлачећи тако женку. То изводе стружући длакаве предње ноге  о рилицу. Женке полажу јаја на водене биљке. Из јаја се излегу ларве сличне одраслим јединкама, које после пет пресвлачења постају полно зреле.

## Опште одлике
Народни назив за ову породицу стеница је "стенице веслачице", величина тела иде од 2.5 до 15 mm. Антене су трочлане или четворочлане. Морфолошка грађа рилице је јединствена и разликује се од осталих Heteroptera. Предње ноге су модификоване, фемур има улогу у стридулацији, а тарзус је модификован у облику кашике којим захватају муљ и алге. Дорзална (леђна) страна је за сваку врсту карактеристично избраздана и спљоштена. Смеђе и светле шаре на дорзуму су карактеристичне за највећи број представника ове породице и важне су за идентификацију таксона. У браздама испод крила задржава се резервни ваздух који, са мехурићима ваздуха прекривају тело, снабдева инсекта кисеоником за време боравка под водом. Такозвани стригли или абдоминални тергум код мужјака служи за придржавање женке током парења и за помоћ при одржавању залиха ваздуха под хемиелитрама. За разлику од других Nepomorha, Corixidae се примарно хране биљном храном, најчешће алгама. Хране се и животињском храном, као што су ларве водених инсеката, укључујући комарце.
Corixidae су широко распрострањене, заузимајући широк спектар станишта, чак и слане водене површине.
У Србији је до сада забележено 25 врста ове породице, само неке од њих су:
1. Sigara striata (Linnaeus 1758)[6]
2. Hesperocorixa moesta (Fieber, 1848)[7]
3. Callicorixa praeusta (Fieber 1848)[8]
4. Hesperocorixa sahlbergi (Fieber, 1848)